# Вопрос П
Вопрос П был вынесен на референдум в Балтиморе 5 ноября 2002 года в ходе всеобщих выборов, на которых избиратели подавляющим большинством голосов одобрили сокращение числа членов городского совета Балтимора с 18 до 14, каждый из которых избирается от отдельного местного округа.

## Предыстория
Вопрос П был одобрен избирателями Балтимора, штат Мэриленд, США, в ноябре 2002 года и вступил в силу на выборах 2004 года. Инициатива, выдвинутая на голосование, предлагала «чтобы городской совет состоял из 14 членов, каждый из которых избирался бы от своего округа, а также чтобы президент совета избирался по всему городу». Ранее в Балтиморе было шесть округов, от каждого из которых избирались три члена совета. Эти 18 членов, а также один председатель городского совета, избираемый всеобщим голосованием, составляли 19 мест в совете, число которых сократилось с 21 до 19 в 1967 году. Вопрос П внёс поправки в городской устав, разделив совет на 14 округов с одним депутатом, и сохранил положение о том, что председатель совета, избираемый всеобщим голосованием, председательствует в совете и является 15-м членом при голосовании.

## В пользу Вопроса П
Усилия по сбору 10 000 подписей, необходимых для включения вопроса P в бюллетень для голосования, были предприняты организацией Community and Labor United for Baltimore (CLUB), низовой коалицией общественных групп и профсоюзов. Членами КЛУБа были такие организации, как Лига женщин-избирательниц и много других. Два члена законодательного собрания штата Мэриленд от Балтимора, делегаты Джилл П. Картер и Курт Андерсон, также поддержали вопрос П. Картер и Андерсон выступали с радиорекламой, которая транслировалась на радиостанциях Балтимора перед выборами.
Позиция КЛУБа заключалась в том, что утверждение вопроса П сэкономит деньги налогоплательщиков города за счёт упразднения лишних должностей, повысит прозрачность и подотчётность членов Совета и облегчит избрание менее известных кандидатов.

## Возражение против вопроса П
Члены городского совета, выступавшие против вопроса П, попытались добавить в бюллетень альтернативный вопрос К, который был сформулирован очень похоже и также предлагал сократить количество мест в городском совете с 19 до 14, но сохранил более крупные многомандатные округа. По словам репортёра Baltimore Sun Лоры Воззеллы, «критики обвинили членов совета в попытке саботировать план коалиции и сохранить свои рабочие места с частичной занятостью за 48 000 долларов в год, поскольку эти две меры скорее всего, аннулировали бы друг друга в случае принятия».

## Результат
В конце сентября 2002 года судья Апелляционного суда вынес решение в пользу КЛУБа и исключил вопрос К из бюллетеня для голосования, поскольку Шила Диксон нарушила Закон города об открытых собраниях (правило штата Мэриленд 15-505), проведя закрытое заседание комитета в августе 2002 года без публичного уведомления, как того требует закон. На закрытом заседании Совет решил включить вопрос К в бюллетень для голосования, что привело к появлению вопроса . Несмотря на неодобрение председателя городского совета Шейлы Диксон и мэра Мартина О’Мэлли, вопрос П был принят более чем двумя третями (67 %) голосов.